# Liste der Stolpersteine in Diez
Die Liste der Stolpersteine in Diez enthält die Stolpersteine, die im Rahmen des gleichnamigen Kunst-Projekts von Gunter Demnig in Diez verlegt wurden. Mit ihnen soll an die Opfer des Nationalsozialismus erinnert werden, die in Diez lebten und wirkten.

## Liste der Stolpersteine
| Name              | Adresse              | Bild | Inschrift | Verlegedatum  | Anmerkung |
| ----------------- | -------------------- | ---- | --- | ------------- | --- |
| Emil Löb          | Koblenzer Straße 3 · |      | Hier wohnte Emil Löb Jg. 1900 Flucht 1937 Frankreich interniert Drancy deportiert 1942 ermordet in Auschwitz                                      | 20. Aug. 2020 | [ 1 ] |
| Florentine Löb    | Koblenzer Straße 3 · |      | Hier wohnte Florentine Löb Jg. 1932 Flucht 1937 Frankreich interniert Drancy deportiert 1942 ermordet in Auschwitz                                | 20. Aug. 2020 | |
| Irma Löb          | Koblenzer Straße 3 · |      | Hier wohnte Irma Löb geb. Löwenberg Jg. 1906 Flucht 1937 Frankreich tot 1940                                                                      | 20. Aug. 2020 | |
| Adolf Arfeld      | Koblenzer Straße 5 · |      | Hier wohnte Adolf Arfeld Jg. 1876 Flucht 1938 Portugal 1941 USA                                                                                   | 20. Aug. 2020 | |
| Hertha Arfeld     | Koblenzer Straße 5 · |      | Hier wohnte Herta Arfeld verh. Adler Jg. 1915 Flucht 1939 Portugal 1939 USA                                                                       | 20. Aug. 2020 | |
| Mathilde Arfeld   | Koblenzer Straße 5 · |      | Hier wohnte Mathilde Arfeld geb. Speier Jg. 1879 Flucht 1938 Portugal 1941 USA                                                                    | 20. Aug. 2020 | |
| Josef Bodenheimer | Marktplatz 1/3 ·     |      | Hier wohnte Josef Bodenheimer Jg. 1882 verzogen 1935 Wiesbaden Schutzhaft 1938 Buchenwald deportiert 1941 Lodz/Litzmannstadt ermordet 30.4.1942   | 20. Aug. 2020 | |
| Lina Bodenheimer  | Marktplatz 1/3 ·     |      | Hier wohnte Lina Bodenheimer geb. Stern Jg. 1890 unfreiwillig verzogen 1935 Wiesbaden deportiert 1941 Lodz/Litzmannstadt ermordet                 | 20. Aug. 2020 | |
| Ruth Bodenheimer  | Marktplatz 1/3 ·     |      | Hier wohnte Ruth Bodenheimer verh. Strauss Jg. 1913 unfreiwillig verzogen 1935 Wiesbaden Flucht 1937 USA                                          | 20. Aug. 2020 | |
| Hermann Stern     | Marktplatz 1/3 ·     |      | Hier wohnte Hermann Stern Jg. 1888 unfreiwillig verzogen 1935 Wiesbaden Flucht 1937 USA                                                           | 20. Aug. 2020 | |
| Bianka Bettmann   | Schlossberg 19 ·     |      | Hier wohnte Bianka Bettmann geb. Kadden Jg. 1894 unfreiwillig verzogen 1935 Wiesbaden deportiert 1942 Theresienstadt 1944 Auschwitz ermordet      | 20. Aug. 2020 | |
| Hermann Bettmann  | Schlossberg 19 ·     |      | Hier wohnte Hermann Bettmann Jg. 1898 unfreiwillig verzogen 1935 Frankfurt Schutzhaft 1938 deportiert 1942 Theresienstadt 1944 Auschwitz ermordet | 20. Aug. 2020 | |
|                   | Schlossberg 23 ·     |      | | 20. Aug. 2020 | Schlossberg 23 – Hier stand ab 1893 das Deutsch – Israelitische Kinderheim Diez am 20. August 1935 zwangsgeräumt während einer antisemitischen Ausschreitung mehr als 40 Kinder und Jugendliche sowie ihre Lehrer mit ihren Familien wurden entwürdigt – diskriminiert – verfolgt – deportiert viele von ihnen später ermordet |
| Bertha Kadden     | Schlossberg 23 ·     |      | Hier wohnte Bertha Kadden Jg. 1896 unfreiwillig verzogen 1935 Frankfurt deportiert Schicksal unbekannt                                            | 20. Aug. 2020 | |
| Gudula Kadden     | Schlossberg 23 ·     |      | Hier wohnte Gudula Kadden geb. Bruch Jg. 1869 unfreiwillig verzogen 1935 Frankfurt deportiert 1942 Theresienstadt ermordet 14.9.1942              | 20. Aug. 2020 | |
| Herz Kadden       | Schlossberg 23 ·     |      | Hier wohnte Herz Kadden Jg. 1862 unfreiwillig verzogen 1935 Frankfurt deportiert 1942 Theresienstadt ermordet 12.9.1942                           | 20. Aug. 2020 | |
| Johanna Meyer     | Marktplatz 8 ·       |      | Hier wohnte Johanna Meyer geb. Selig Jg. 1880 unfreiwillig verzogen 1938 Düsseldorf Flucht 1939 Schweiz                                           | 5. Mai 2022   | [ 3 ] |
| Marie Meyer       | Marktplatz 8 ·       |      | Hier wohnte Marie Meyer verh. Plowmann Jg. 1907 unfreiwillig verzogen 1935 Düsseldorf Flucht 1939 England                                         | 5. Mai 2022   | |
| Otto Meyer        | Marktplatz 8 ·       |      | Hier wohnte Otto Meyer Jg. 1875 unfreiwillig verzogen 1938 Düsseldorf Flucht 1939 Schweiz                                                         | 5. Mai 2022   | |
| Hans Lehmann      | Rosenstraße 5 ·      |      | Hier wohnte Hans Lehmann Jg. 1910 Schutzhaft 1938 Dachau Flucht 1939 England                                                                      | 5. Mai 2022   | |
| Lina Lehmann      | Rosenstraße 5 ·      |      | Hier wohnte Lina Lehmann geb. Meyer Jg. 1882 unfreiwillig verzogen 1938 Frankfurt deportiert 1941 Minsk ermordet                                  | 5. Mai 2022   | |
| Paul Lehmann      | Rosenstraße 5 ·      |      | Hier wohnte Paul Lehmann Jg. 1880 unfreiwillig verzogen 1938 Frankfurt deportiert 1941 Minsk ermordet                                             |               | |
| Bertha Levita     | Wilhelmstraße 13 ·   |      | Hier wohnte Bertha Levita geb. Liebmann Jg. 1866 unfreiwillig verzogen 1938 Frankfurt Flucht 1939 Frankreich mit Hilfe überlebt                   | 5. Mai 2022   | |
| Karl Levita       | Wilhelmstraße 13 ·   |      | Hier wohnte Karl Levita Jg. 1908 Flucht 1933 Frankreich mit Hilfe überlebt                                                                        | 5. Mai 2022   | |
| Sofie Levita      | Wilhelmstraße 13 ·   |      | Hier wohnte Sofie Levita Jg. 1897 unfreiwillig verzogen 1935 Frankreich deportiert 1941 Massenerschiessung 25.11.1941 Kaunas Fort IX              |               | |